# كأس نيوزيلندا 1995
كأس نيوزيلندا 1995 (بالإنجليزية: 1995 Chatham Cup)‏ هو موسم من كأس نيوزيلندا. فاز فيه Waitakere City FC ‏.